# Dynasty Warriors 8
Dynasty Warriors 8, в Японии вышедшая под названием Shin Sangoku Musou 7 (яп. 真・三國無双7 Син Сангоку Мусо: 7) — восьмая часть в основной линейке игр Dynasty Warriors, разработанная Omega Force и изданная Koei. Сюжет игры базируется на романе «Троецарствие» китайского писателя Ло Гуаньчжуна.
Dynasty Warriors 8 была анонсирована 1 ноября 2012 года в журнале Jump. Игра была выпущена в Японии 28 февраля 2013 года как эксклюзив для платформы PlayStation 3. 28 марта вышла в Азии, на английском языке с японским озвучиванием для PlayStation 3 и Xbox 360. На июль этого же года запланирован выход версий для PlayStation 3 и Xbox 360 в Северной Америке и Европе.
Японский еженедельник Famitsu оценил игру в 36 баллов из 40.

## Изменения, нововведения и прочая информация
- Продюсер серии заявил, что ИИ врагов переработан, чтобы игрок чаще обращал внимание на союзников, когда те в беде. В 2013 году на E3 он сказал, что для Западных версий над ИИ снова поработали.
- Шкалу морали вернули.
- Появилась атака Storm Rush.
- Оружие разделено на элементы: Man превосходит Heaven, Earth превосходит Man, и Heaven превосходит Earth. Это нужно для того, чтобы использовать Storm Rush и просто иметь преимущество над рядом противников.
- Вернули ярость (rage) из DW5.
- Оставили систему смены оружия из Седьмой части.
- Вернули старую систему повышения уровня персонажа (напоминает ту, которая есть в играх Warriors Orochi). Можно получать различные способности (увеличения здоровья, мусо, защиты и прочие). Также, накапливается отдельный опыт, который можно использовать для прокачки других персонажей.
- Все персонажи теперь имеют по три мусо-атаки: две на земле и одно в прыжке. Сделали три шкалы мусо.
- Когда вызываешь лошадь, теперь не надо останавливаться, достаточно зажать L2, персонаж садится на лошадь автоматически. В каждом этапе истории доступны различные лошади.
- Одежда пачкается от участия в бою.
- DLC: одежда, оружие, битвы, различные украшения для Ambition Mode.

## Новые персонажи
- Юэ Цзинь (Yue Jin)
- Ли Дянь (Li Dian)
- Лу Су (Lu Su)
- Хань Дан (Han Dang)
- Чжан Бао (Zhang Bao)
- Гуань Син (Guan Xing)
- Гуань Иньпин (Guan Yinping)
- Цзя Чун (Jia Chong)
- Чжан Чунхуа (Zhang Chunhua)
- Вэнь Ян (Wen Yang)

Вернули: Цзо Цы (Zuo Ci)
Подробнее: Список персонажей Dynasty Warriors

## Story Mode
Теперь история стала лучше, имеются наработки из Четвёртой части.
Царства Вэй, Шу, У и Цзинь имеют большую историю. Соблюдая определённые условия в битве, можно спасти персонажа и получить тактическое преимущество (то, чего не было в истории Троецарствия). В определённый момент история разветвляется на две части: подлинная история и "что, если бы?.." (what if...). Каждая битва предлагает нам несколько персонажей на выбор (максимум 4), исключение — история "Других" (Others).
В лагере часто стоят солдаты. Например, в Вэй они говорят: "позволь мне кое-что рассказать о господине Цао Цао...", иногда что-то ещё интересное.

## Free Mode
Вернули Свободный режим. Можно сыграть в любую битву (и, именно там будут купленные DLC битвы).

## Ambition Mode
Режим в котором игроку надо захватывать Китай, а также улучшать Дворец Тунцюэтай.
Общая цель — завершить Дворец, чтобы его посетил Император. Чтобы получать средства на это дело, нужно сражаться в битвах. Есть битвы, в которых можно получить персонажа, который будет Вам помогать.
В самом начале у Вас имеется только оружейный магазин. Далее можно построить рынок, магазин, зверинец и прочее.
Есть четыре категории боёв: столкновение — материалы, необычные сражения — увеличат славу, великие битвы — обычно, за них дадут новых партнёров, ложные битвы — возможность померится силами с союзниками, будут выпадать материалы и оружие (для открытия таких битв нужен достроенный Дворец Тунцюэтай.

## Dynasty Warriors 8: Xtreme Legends
Dynasty Warriors 8: Xtreme Legends, в Японии носит название Shin Sangoku Musou 7 Moushouden (яп. 真・三國無双7 猛将伝 Син Сангоку Мусо: 7 Мо:сё:дэн) — расширение для обычной версии игры. Спин-офф DW8.
После опроса на самого популярного персонажа, тройка победителей (Чжао Юнь, Ван Юаньцзи и Сюй Шу) получили костюмы из других игр Koei: Toukiden, Atelier Rorona, La Corda d'Oro 3.
DW8 и XL совмещены в одну игру — Dynasty Warriors 8 Xtreme Legends Complete Edition (яп. Shin Sangoku Musou 7 with Moushouden). Именно эта игра и вышла на PS4, PS Vita и PC. В Японии и на PS3 (на Западе для неё только обычная XL).
Летом 2018 года, благодаря уязвимости в защите Steam Web API, стало известно, что точное количество пользователей сервиса Steam, которые играли в DYNASTY WARRIORS 8: Xtreme Legends Complete Edition хотя бы один раз, составляет 363 817 человек.

## Изменения, нововведения и прочая информация
- Каждый персонаж получает вторую EX атаку.
- Вернули телохранителей.
- Игрок теперь может переключить Strom Rush на ручное включение (зажатие квадрата и треугольника одновременно).
- Добавлена опция, которая позволяет видеть только шкалу здоровья врага.
- Теперь максимальный уровень 150 (раньше был 99).
- Новое, шестое оружие для каждого персонажа. А также, новую сложность — Ultimate.
- DLC: костюмы, музыка, битвы, оружие. DLC от простой DW8 подходят.

## Story Mode
Для каждого царства добавлены дополнительные битвы. Главному протагонисту игры — Люй Бу дали свою собственную историю.

## Free Mode
Обновили интерфейс.

## Ambition Mode
После завершения строительства Дворца Тунцюэтай, Вы можете сосредоточиться на захвате (объединении) Ханьского Китая. После улучшения отношений с персонажами, территория может расширяться. "Камни" (Gems) можно получить в этом режиме и использовать для улучшения оружия.

## Challenge Mode
- Rampage — убить как можно больше врагов, пока не закончится время.
- Bridge Melee — выбросить с платформ как можно больше врагов.
- Speed Run — добежать до финиша как можно быстрее.
- Arena — сражайтесь с персонажами, пока не проиграете или не закончится время. Тут даётся больше всего времени.
- Inferno — убить всех врагов, пока не закончится время

## Отзывы
| Сводный рейтинг | Сводный рейтинг | Сводный рейтинг | Сводный рейтинг |
| Издание         | Оценка          | Оценка          | Оценка          |
| Издание         | PS3             | PS4             | Xbox 360        |
| --------------- | --------------- | --------------- | --------------- |
| GameRankings    | 70,95 %         | 72,27 %         | 66,09 %         |

| Сводный рейтинг | Сводный рейтинг | Сводный рейтинг |
| Издание         | Оценка          | Оценка          |
| Издание         | PS4             | PS Vita         |
| --------------- | --------------- | --------------- |
| GameRankings    | 66,47 %         | 67,53 %         |